# George Sanders (Schauspieler)

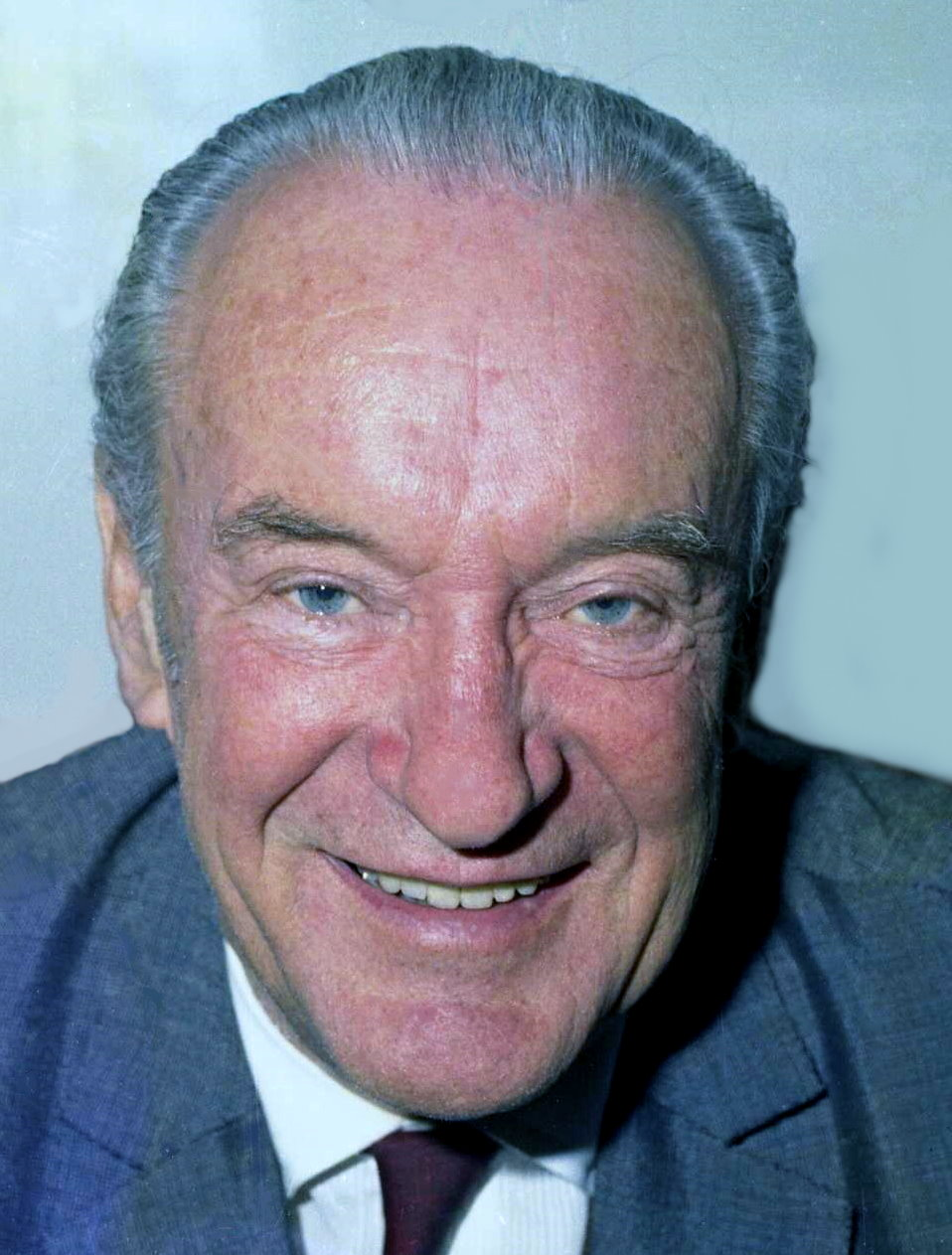
George Sanders (1972)

George Sanders (* 3. Juli 1906 in Sankt Petersburg, Russisches Kaiserreich; † 25. April 1972 in Castelldefels, Spanien) war ein britischer Schauspieler, der mit der Rolle des zynischen Theaterkritikers Addison DeWitt in dem Filmklassiker Alles über Eva den Oscar gewann. Er wurde vor allem durch seine Darstellungen von kultivierten, aber häufig unsympathischen Figuren berühmt.

## Leben und Karriere
George Sanders war das zweite von drei Kindern. Seine Eltern, Henry Sanders (1873–1961) und Margaret Sanders (1875–1967), waren Briten. Er lebte mit ihnen in Russland bis zum Ausbruch der Russischen Revolution. Nach seiner Ausbildung an der Bedales School in Hampshire begann Sanders ein Studium am Brighton College und später am Technical College in Manchester. Das Studium diente seiner Vorbereitung, seinem Vater ins Textil-Geschäft zu folgen. Als Geschäftsmann arbeitete er erst in der Textil-, später in der Tabakbranche. Nach einem kurzen Aufenthalt in Südamerika kehrte er ins Vereinigte Königreich zurück und betrat Anfang der 1930er Jahre, ermutigt durch Greer Garson, erstmals eine Bühne. Er übernahm in der Revue Ballyhoo eine kleine Rolle.
Sein Filmdebüt gab er 1936 in dem Film Find the Lady. Bereits in seinem zweiten Spielfilm im Jahr 1936 Strange Cargo spielte er eine der Hauptrollen. Es folgten für Sanders weitere Filme in der zu diesem Zeitpunkt eher kleinen britischen Filmindustrie, bevor er sein Glück in Hollywood versuchte. Für das Studio 20th Century Fox drehte er seinen ersten amerikanischen Film Signale nach London (Lloyds of London), der 1937 in die Kinos kam.
In Hollywood wurde Sanders aufgrund seiner äußeren Erscheinung und seinem wahrnehmbaren britischen Akzent zumeist auf Briten der Oberschicht besetzt, dabei sowohl Abenteuerhelden als auch Schurken. Zudem war er dadurch auch für Rollen in den populären Krimi-Filmserien dieser Zeit prädestiniert. So spielte er von 1939 an den mysteriösen Simon Templar (The Saint) in einer Filmreihe, und mit The Falcon kam 1941 eine ähnliche Rolle in einer weiteren Filmreihe hinzu. Schon 1942 verabschiedete er sich aber wieder von der Falcon-Rolle, indem er sie seinem Bruder Thomas Charles Sanders überließ, der unter dem Pseudonym Tom Conway ebenfalls als Schauspieler tätig war. Alfred Hitchcock besetzte Sanders in seinen ersten Hollywoodfilmen Rebecca und Der Auslandskorrespondent (beide 1940): im ersteren Film war Sanders als hinterlistiger Widersacher von Laurence Olivier zu sehen, im anderen hatte er eine sympathischer angelegte Rolle als cleverer Geheimagent. Im selben Jahr verkörperte er außerdem einen düsteren Schurken im Historienfilm The House of the Seven Gables.
Während des Zweiten Weltkriegs trat er auch in Propagandafilmen auf, wie beispielsweise in Ich war ein Spion der Nazis (1939) und Menschenjagd (1941). Nach dem Krieg widmete sich Sanders verstärkt den Charakterrollen, etwa in dem Psychodrama Onkel Harrys seltsame Affäre iunter Regie von Robert Siodmak. Immer häufiger verkörperte Sanders in der Nachkriegszeit redegewandte und kultivierte, zugleich aber zwielichtige Charaktere – so beispielsweise als Lord Henry Wotton in der Oscar-Wilde-Verfilmung Das Bildnis des Dorian Gray (1945), oder als insgeheim verheirateter Verehrer von Gene Tierney in der Geisterkomödie Ein Gespenst auf Freiersfüßen (1947). Viele seiner Figuren waren als Zyniker angelegt. In dem Historienfilm Amber, die große Kurtisane war er 1947 als König Karl II. zu sehen. Einen seiner größten Erfolge feierte Sanders mit seiner Darstellung des bissigen Theaterkritikers Addison DeWitt in dem satirischen Film All About Eve (dt.: Alles über Eva) an der Seite von Bette Davis und Anne Baxter, für die er mit dem Oscar als Bester Nebendarsteller belohnt wurde.
1953 spielte Sanders in England an der Seite von Robert Taylor in der Literaturverfilmung Ivanhoe – Der schwarze Ritter. 1954 reiste er nach Neapel, wo er unter Roberto Rossellinis Regie in dem Drama Reise in Italien gemeinsam mit Ingrid Bergman ein zerstrittenes Ehepaar spielte. Wieder zurück in den Vereinigten Staaten trat er 1955 unter Fritz Lang als aristokratischer Bösewicht in J. Meade Falkners verfilmter Abenteuergeschichte Moonfleet auf. Nach 1955 begann Sanders regelmäßig in Fernsehserien mitzuspielen. In dem klassischen Science-Fiction-Horrorfilm Das Dorf der Verdammten von 1960 übernahm der Schauspieler die Rolle des pensionierten Physikers Gordon Zellaby. Sanders lieh außerdem in der Originalfassung des Disney-Zeichentrickfilmklassikers Das Dschungelbuch (1967) dem Tiger Shir Khan seine Stimme. In dem britischen Horrorfilm Der Frosch (Originaltitel Psychomania) von Don Sharp aus dem Jahr 1973 spielte Sanders seine letzte Filmrolle, einen Diener.

## Privatleben und Tod
Sanders’ mit Susan Larson 1940 geschlossene Ehe hielt bis 1949. In zweiter Ehe war der Schauspieler von 1949 bis 1957 mit Zsa Zsa Gabor verheiratet. Seine dritte Frau wurde 1959 die Schauspielerin Benita Hume, mit der er bis zu ihrem Tod 1967 verheiratet war. Seine 1970 mit Zsa Zsa Gabors Schwester Magda geschlossene Ehe war nur von kurzer Dauer, sie wurde nach einem Jahr annulliert. Sanders schrieb eine Autobiographie, Memoirs of a Professional Cad, in der er ironisch seinen Lebenslauf kommentierte wie auch über seine Ehe mit Zsa-Zsa Gabor resümierte.
Immer wieder hatte George Sanders geäußert, dass er mit 65 Jahren Selbstmord begehen würde, um einem Siechtum im Alter zu entgehen. In seinen letzten Lebensjahren litt er zunehmend unter gesundheitlichen Problemen. Kurz vor seinem 66. Geburtstag wurde seine Leiche in einem Hotel in Castelldefels bei Barcelona gefunden. Er hatte eine Überdosis Schlaftabletten genommen und nannte in seinem Abschiedsbrief Langeweile als Hauptgrund für seine Selbsttötung. Er hinterließ eine Notiz, die mit den Worten begann: „Liebe Welt, ich verlasse dich, weil ich mich langweile.“

## Deutsche Stimme
George Sanders wurde in Deutschland überwiegend von Siegfried Schürenberg synchronisiert, der auch Clark Gable seine Stimme lieh. Auch die Schauspieler Curt Ackermann, Alf Marholm, Wolfgang Lukschy, Walther Suessenguth und Paul Klinger liehen ihm neben einigen anderen ihre Stimme.
Im Film Die WonderBoys von 2000, gibt es einen Ausschnitt aus Das Bildnis des Dorian Gray zu sehen, in dem George Sanders von dem deutschen Synchronsprecher Hans-Jürgen Wolf nachvertont wurde, der sich, unter anderem, als die Synchron-Stimme von Hugo Weaving in den Matrix-Filmen auszeichnete. Als der Film 1946 original in Deutschland erschien, übernahm die Synchronisation noch O. E. Hasse.

## Filmografie (Auswahl)
- 1934: Love, Life & Laughter
- 1936: Was kommen wird (Things to Come)
- 1936: Find the Lady
- 1936: Strange Cargo
- 1936: Der Mann, der die Welt verändern wollte (The Man Who Could Work Miracles)
- 1937: Signale nach London (Lloyd’s of London)
- 1937: Lancer Spy
- 1938: Vier Mann – ein Schwur (Four Men and a Prayer)
- 1939: Mr. Moto und die Flotte (Mr. Moto’s Last Warning)
- 1939: Ich war ein Spion der Nazis (Confessions of a Nazi Spy)
- 1939: The Saint in London
- 1939: Black River (Allegheny Uprising)
- 1939: Die grüne Hölle (Green Hell)
- 1939: Nurse Edith Cavell
- 1940: Rebecca
- 1940: Bitter Sweet
- 1940: The House of the Seven Gables
- 1940: Der Auslandskorrespondent (Foreign Correspondent)
- 1940: Die Stunde der Vergeltung (The Son of Monte Cristo)
- 1941: Gefährliche Liebe (Rage in Heaven)
- 1941: Menschenjagd (Manhunt)
- 1941: Waffenschmuggler von Kenya (Sundown)
- 1942: Abenteuer in der Südsee (Son of Fury: The Story of Benjamin Blake)
- 1942: Der Seeräuber (The Black Swan)
- 1942: Der Besessene von Tahiti (The Moon and Sixpence)
- 1942: Sechs Schicksale (Tales of Manhattan)
- 1943: Dies ist mein Land (This Land Is Mine)
- 1944: Scotland Yard greift ein (The Lodger)
- 1944: Sommerstürme (Summer Storm)
- 1945: Scotland Yards seltsamster Fall (Hangover Square)
- 1945: Das Bildnis des Dorian Gray (The Picture of Dorian Gray)
- 1945: Onkel Harrys seltsame Affäre (The Strange Affair of Uncle Harry)
- 1946: Ein eleganter Gauner (A Scandal in Paris)
- 1947: Angelockt (Lured)
- 1947: Ein Gespenst auf Freiersfüßen (The Ghost and Mrs. Muir)
- 1947: Amber, die große Kurtisane (Forever Amber)
- 1947: Die Privataffären des Bel Ami (The Private Affairs of Bel Ami)
- 1949: Samson und Delilah (Samson and Delilah)
- 1949: Lady Windermeres Fächer (The Fan)
- 1950: Alles über Eva (All About Eve)
- 1950: Der schwarze Jack (Black Jack)
- 1951: Begegnung in Tunis (The Light Touch)
- 1952: Ivanhoe – Der schwarze Ritter (Ivanhoe)
- 1952: Budapest antwortet nicht (Assignment – Paris!)
- 1953: Madame macht Geschichte(n) (Call Me Madam)
- 1954: Liebe ist stärker (Viaggio in Italia)
- 1954: Zeugin des Mordes (Witness to Murder)
- 1954: Der Talisman (King Richard and the Crusaders)
- 1955: Das Schloß im Schatten (Moonfleet)
- 1955: Des Königs Dieb (The King’s Thief)
- 1955: Der scharlachrote Rock (The Scarlet Coat)
- 1956: König der Hochstapler (Death of a Scoundrel)
- 1956: Die Bestie (While the City Sleeps)
- 1957: Hongkong war ihr Schicksal (The Seventh Sin)
- 1958: Von der Erde zum Mond (From the Earth to the Moon)
- 1959: Salomon und die Königin von Saba (Solomon and Sheba)
- 1960: Das Dorf der Verdammten (Village of the Damned)
- 1960: Höllenfahrt (The Last Voyage)
- 1961: Hinter fremden Fenstern (Le Rendez-vous)
- 1961: Schöne Witwen sind gefährlich (Five Golden Hours)
- 1962: Die Abenteuer des Kapitän Grant (In Search of the Castaways)
- 1962: Ein Königreich für einen Affen (Operation Snatch)
- 1963: Kairo – null Uhr (Cairo)
- 1964: Das goldene Haupt (The Golden Head)
- 1964: Operation Baalbeck (F.B.I. Operazione Baalbeck)
- 1964: Ein Schuß im Dunkeln (A Shot in the Dark)
- 1964: Die teuflische Intrige (L'intrigo)
- 1965: Solo für O.N.K.E.L. (Fernsehserie, 2 Folgen)
- 1965: Die amourösen Abenteuer der Moll Flanders (The Amorous Adventures of Moll Flanders)
- 1966: Einer spielt falsch (Trunk to Cairo)
- 1966: Batman (Fernsehserie, 2 Folgen)
- 1966: Das Quiller-Memorandum – Gefahr aus dem Dunkel (The Quiller Memorandum)
- 1967: Der Todesschuß (Warning Shot)
- 1967: Das Dschungelbuch (The Jungle Book) (Stimme)
- 1968: Sie nannten ihn King (Caccia ai violenti)
- 1968: Die sieben Männer der Sumuru
- 1969: Das Loch im Himmel (The Body Stealers)
- 1969: Ein liebenswertes Freudenhaus (The Best House in London)
- 1970: Der Brief an den Kreml (The Kremlin Letter)
- 1970: Spezialkommando Wildgänse (Appuntamento col disonore)
- 1971: Kobra, übernehmen Sie (Mission: Impossible) (Fernsehserie, 1 Folge)
- 1972: Mord nach Maß (Endless Night)
- 1972: Doomwatch – Insel des Schreckens (Doomwatch)
- 1973: Der Frosch (Psychomania)

## Auszeichnungen
- 1950: Oscar in der Kategorie Bester Nebendarsteller für Alles über Eva